# 池田敏雄
池田 敏雄（いけだ としお、1923年8月7日 - 1974年11月14日）は、日本のエンジニアで、日本のコンピュータ開発のパイオニア。1970年から富士通役員を務め、死後に専務を贈られた。正五位勲三等。
日本の汎用機黄金期を築いた業績から、没後に“富士通の池田敏雄・NECの水野幸男”と双璧として譬えられることも多い。日本のコンピュータ産業の父である。

## 来歴

### 生い立ち
1923年8月7日、東京の東両国にある薬種商の長男として生まれた。小学校の頃から算数に秀でており、成績は上位だった。近くにあった国技館に通い、相撲も得意としていた。1936年に池田が東京市立第一中学（後の東京都立九段高等学校）に入学すると、背が高かったためバスケットボール部に勧誘された。中学5年の1940年の全国大会では全試合ダブルスコアで優勝した。学業では数学の才能を認められ、特別な指導を受けた。
1941年、バスケット部のOBから誘われて旧制浦和高等学校（後の埼玉大学）を受験し、進学した。12月には太平洋戦争が始まったが、1942年の全国大会は実施され、浦和高校が優勝した。翌年以降は中止され、バスケット部は廃止された。1943年に大学を受験し、東京工業大学電気工学科に入学した。

### 富士通入社
1946年に富士通信機製造株式会社（1967年に富士通と改名）に入社した。池田敏雄が入社してすぐの1947年の秋、富士通では電話機のダイヤルの作動にトラブルが起きる問題が発生した（プロジェクトXの「国産コンピューター ゼロからの大逆転」では（通話に）「雑音が入る」というような感じで表現されているが、ダイヤルの問題ということから考えて、ダイヤルのパルスにノイズが乗り、ダイヤルミスが起きるというトラブルと思われる）。一時は進駐軍が工場の作業停止を命じてくるなどの事態となったが、社を挙げての努力により製造再開、さらに材料や設計を見直して新しい4号電話機の量産化に成功した。この問題について、池田は約1年をかけて、力学の基本である運動方程式を立てるところから始まる徹底した解析を行い、結果を論文にまとめた。
ドッジ・ラインの影響により逓信省からの受注が大きく減少したため、会社は人員整理を行った。一方で政府からの発注に依存しない経営を説いた取締役の高羅芳光（後の1970年 - 1974年に社長）と尾見半左右（後に富士通研究所初代社長）、課長の小林大祐（後の1976年 - 1981年に社長）が新市場であるエレクトロニクスへの事業展開を役員会で認めさせた。池田は小林の下で山本卓眞（後の1981年 - 1990年に社長）、山口詔規と共に東証向けの株式取引高精算用計算機の開発を行い約9ヶ月で試作を完成させた。東証はUNIVACの計算機を採用したが、この試作機は続いて開発されたFACOM100に繋がった。

### FACOM 開発
（以下はダイジェストであり、FACOMの開発に関してはそちらの記事を参照のこと）1953年5月に開発を開始した汎用コンピュータのプロトタイプであるFACOM100は1954年10月に完成した。真空管よりも計算速度が遅い代わりに安定した素子であるリレー回路を用いており大学・研究所の計算の代行を行った。池田は1956年に商用化版のFACOM128を完成させ、文部省をはじめ30台以上を売り上げた。
その後、日本で開発された素子パラメトロンを用いたFACOM200などの開発を行った。しかし次世代の素子として業界首位のIBMはトランジスタによるコンピュータ開発へ転換しており、遅れを認識した池田は小林を説得してトランジスタによるコンピュータの開発を進めるよう進言した。コンピュータの事業は赤字であったが、小林は社長の和田恒輔を説得して体制を整え、新たにコンピュータの為の部が作られた。
1959年、社長に就任した岡田完二郎はコンピュータに対する関心が高く、池田を始めとした若手エンジニアが専門知識の講義を行った。池田は1961年にトランジスタを用いた大型コンピュータであるFACOM 222Aを完成させ、製造業や大学などに採用された。1962年に岡田はコンピュータ事業に注力することを宣言し、ハード開発・ソフト開発に人員を割り当てた。1964年（情報処理学会コンピュータ博物館には「1968年3月に完成」とある）に池田はICを用いたFACOM230-60を完成させた。 世界初の2CPUを実現したFACOM230-60は130台以上を出荷し、1970年に富士通は日本のコンピュータメーカーでシェア1位となった。

### アムダールとの提携
1969年に尾見の人脈によって池田はIBMのコンピュータ設計者であるジーン・アムダールとアメリカで会談した。アムダールは次期開発で前例の無いMSIを搭載する方針についてIBM上層部と対立が生じており、最終的にアムダールは独立してアムダール社を立ち上げた。池田は1970年に47歳で富士通の役員になり、それまでの独自規格のコンピュータからIBM互換機へ転換を行った。社内でも賛否が分かれたが、日本のコンピュータ貿易が自由化される見通しとなりIBMへの対抗策として決定された。さらに通産省の平松守彦の指導の下で、いわゆる三大コンピューターグループの編成が行われ、富士通は日立と業務提携しIBM互換機「Mシリーズ」の開発を行った（この辺の経緯は、田原総一朗 人間発掘スペシャル「アメリカに勝った男! 日本コンピューター界の隠れた巨人 激動の生涯」で詳しく紹介されている（平松自身の証言も収録されている））。
1972年、富士通はアムダール社に出資を行い資本に参加した。当初は経営には関与せずに資金と技術ライセンスで協力する予定だったが、開発が遅れて資金不足になると富士通は計画の見直しを要求した。アムダール社は経営介入に反発したが1974年4月には池田がアムダール社の役員となり、日米を往復して問題の対処を行った。7月には経営コンサルタントのユージン・ホワイトがアムダール社の社長になり、製造は富士通に委託され、10月頃には完成の見込みがついた。11月10日、池田はカナダの提携先の社長を羽田空港で出迎えている際にくも膜下出血で倒れ、その後は意識不明のまま14日に51歳で亡くなった。富士通のIBM互換機FACOM M-190は1週間後に発表され、5年間で500台以上を売り上げた。姉妹機の位置づけになるアムダールのAmdahl 470/V6 も1981年までに累計で600台を出荷した。

### 年表
- 1923年 東京市本所区（後に墨田区）東両国に生誕、実家は薬種商を経営
- 1930年 本所区立江東小学校（後の墨田区立両国小学校）入学
- 1936年 東京市立第一中学校（旧制）（後の東京都立九段高等学校）入学
- 1941年 旧制浦和高等学校理科乙類（後の埼玉大学）入学
- 1943年 東京工業大学電気工学科入学
- 1946年 富士通信機製造株式会社（現・富士通株式会社）に入社
- 1950年 論文「ダイヤル運動の解析」を富士通発行の学術雑誌に掲載（ - 1951年）
- 1954年 日本初のリレー式計算機FACOM100完成・稼動
- 1958年 電子技術部電算機課長に就任[40]
- 1960年 パラメトロン式計算機FACOM200完成
- 1961年 トランジスタ式計算機FACOM241完成、「計数型計算機の方式に関する研究」で東京工大工学博士号を授与[41]
- 1962年 磁気コアメモリを導入したFACOM231完成
- 1964年 FACOM230発表、電算機技術部長に就任
- 1966年 ソフトウェア開発部長兼務
- 1967年 大型電算機推進部長兼務
- 1968年 電子工業部情報処理本部情報処理技術部長代理、兼ソフトウェア技術部長、兼大型電算機推進部長
- 1969年 パロアルト研究所にて アムダール博士と会談
- 1970年 科学技術功労者顕彰恩賜発明賞受賞[42]、取締役就任
- 1971年 日立と電算機分野で業務提携。紫綬褒章受章[42]
- 1972年 米アムダール社に資本参加。常務取締役就任
- 1974年 11月14日、くも膜下出血のため逝去（享年51）。専務取締役就任、正五位勲三等瑞宝章。[43]

## 人物
柔道は二段、バスケットボールはセンターとして中学と高校で全国大会優勝を経験した。
富士通へ入社した後に池田はバスケットボール部を創設し、1948年の国体で3位入賞するなど活躍した。この際、池田は一試合で個人最高得点となる65点を記録し、全日本最優秀センター賞を受賞。この記録はいまだに破られていないという。
高校時代に始めた囲碁では五段になり、プロ棋士の呉清源やその弟子の林海峰と交流した。囲碁においては、日本式のルールについて論理的な問題点があることを指摘し、合理的なルールの試案を案出・発表したことが特筆される。これは宮本直毅の協力を受けて「囲碁新潮」に1968年から1969年にかけて掲載され。この功績で六段、死後に七段を贈られている
。
池田は何かアイデアを考え始めると、職場・自宅のほか、同僚の家でもひたすら考え続けたという。ついには出社することさえ忘れ、夕方になって突然会社にやってきて、今度は会社から帰らずに数日考え続けたというエピソードもある。数日出社しないことはざらであり、日給制が普通だった当時、これでは池田の給料が支払えないと困った会社側が、池田を支持する同僚の訴えを聞き入れて、彼だけ月給制にしたという話まで残っている。池田が在籍していた当時の富士通にはこうした奇行を受け入れる社風が存在し、池田の天才的能力を生かせるだけのメンバーが揃っていた。東京目黒区、大岡山のトンカツ屋「あたりや」や喫茶ミュスカをプロジェクト・ルームとしそこに部下を集め、開発を進めたことや、熱海市の保養所泊り込みでの研究開発時に温泉三昧をしていたこと、多摩川の河原で模型飛行機を飛ばして近所の子供達の人気者だったエピソードも知られている。
アムダール社との提携において非常に個性の強いアムダールとの調整は困難を極め、業務上のストレスに加え、頻繁な米国出張による航空機での往復は肉体的に大きな負担となった。ついに池田は羽田空港でカナダの提携先の社長を出迎えた時に突然倒れ、そのままくも膜下出血のため51歳で急死した。
社葬において経団連記者クラブの記者代表が弔辞を送ったが、「天馬空を行くが如き活躍」と二度繰り返した後は感極まり、それ以上言葉を続けられなかったという。またアムダールは、葬儀の席で池田の妻にアムダール社の株の一部を譲渡している。

## 関連する人物
- 小林大祐 (富士通の発足と同時に入社し、池田を強く支持した。1976年 - 1981年に社長を務めた[10]。）
- 桜井正夫 (FACOMでは池田とともに回路技術担当)
- 山本卓眞 (FACOMではソフトウエアを担当した。1981年 - 1990年に社長を務めた[10]。)
- 三輪修 (FACOMでは池田のもとでハードウエア担当)
- 平松守彦 (元通商産業省電子政策課長。1979年 - 2003年の大分県知事)
- ジーン・アムダール (IBM System/360のアーキテクト、IBM互換機ベンダー アムダール社の創業者)
- 鵜飼直哉 (池田の部下で回路技術担当。アメリカにわたりIBM互換機開発のため富士通とアムダール社提携に尽力。)
- 石井康雄 (池田の部下としてコンピュータ開発を担当[49]池田敏雄が社名をつけた富士通ソーシアルサイエンスラボラトリの社長も務めた)
- 野澤興一
- 稲葉清右衛門・稲葉善治（清右衛門の家族と池田の家族は、川崎市の平屋建て富士通社宅で近所に住んでいた時期があった。幼かった善治は、池田敏雄との交流を、後年まで鮮明に記憶している[50]。）

## 池田敏雄を扱った作品

### 映像作品
- ドキュメンタリー『戦後50年特別企画 田原総一朗の人間発掘スペシャル「アメリカに勝った男! 日本コンピューター界の隠れた巨人 激動の生涯』（1995年7月9日放送 テレビ朝日）
- ドキュメンタリー『プロジェクトX〜挑戦者たち〜』シリーズ 第83回 『国産コンピューター ゼロからの大逆転』（2002年4月9日放映 NHK） ASIN B00457W6D8、（4Kリストア版2021年5月11日放送 NHK）

### 書籍
- 『日本コンピュータの黎明 富士通・池田敏雄の生と死』  田原総一朗、文藝春秋、 1992/9/1、ISBN 4163468501
- コミックス『コミック産業情報シリーズ』 第1巻 『情報・通信産業 夢をかたちに 信頼と創造の富士通』（原作・作画：手塚プロ・甲斐謙二、出版：国際出版研究所）
- コミックス『コミック版プロジェクトX〜挑戦者たち〜』シリーズ 『国産コンピューター ゼロからの大逆転』（原作・監修：NHKプロジェクトX制作班、作画・脚本：張慶二郎、出版：宙出版 ISBN 978-4-7767-2115-4）